# Werner Kämmerer
Werner Kämmerer  (Danzig, 1873 - † fecha desconocida), fue uno de los pioneros de la aviación alemana en Colombia.

## Biografía
Ingeniero civil de profesión, llegó a Barranquilla, Colombia, como viajero comercial a principios del siglo XX en la costa norte de Sur América. Más tarde, trató de preparar el establecimiento de una aerolínea en la capital colombiana, Bogotá, que se fundaría con técnicos colombianos y alemanes. Kämmerer inicialmente no tuvo éxito con su propuesta a sus interlocutores, pero a su regreso a Barranquilla encontró un ambiente más favorable.
A principios de 1920, después de participar como socio en la fundación de la Sociedad Colombo Alemana de Transportes Aéreos (SCADTA) en Barranquilla el 5 de diciembre de 1919, Kämmerer fue enviado a Alemania para comprar aviones, reclutar pilotos y otros empleados. Allí logró entrar en contacto con los expilotos Fritz W. Hammer (1891-1938) y Hellmuth von Krohn († 1924) y el ingeniero especialista en aeronaves Wilhelm Schnurbusch (1886-1960). Hammer recomendó la compra aviones Junkers F-13 dado que sus estructuras metálicas parecían más adecuadas a las condiciones particulares del clima colombiano.
Kämmerer también logró del fabricante de los aviones Junkers un préstamo financiero a SCADTA, para permitir la adquisición de dos aviones Junkers F-13. Los dos hidroaviones se embalaron en cajas en el verano de 1920 para cruzar el Atlántico, hasta Colombia donde se volvieron a ensamblar.
Los dos pilotos de SCADTA, Fritz Hammer y Hellmuth von Krohn fueron los primeros en aterrizar un avión en Bogotá, capital de Colombia. Volaron desde Flandes a Bogotá en su Junkers F-13 "Bogotá", antecediendo al norteamericano William Knox Martin, que su avión Curtiss Jenny pretendía hacerse al premio ofrecido por el gobierno local.
En los próximos años, la red de rutas de SCADTA se extendió por todo Colombia y Ecuador, llenando el mapa de líneas.